# Physconia
Physconia Poelt (soreniec) – rodzaj grzybów z rodziny obrostowatych (Physciaceae). Ze względu na współżycie z glonami zaliczany jest do porostów.

## Systematyka i nazewnictwo
Pozycja w klasyfikacji według Index Fungorum: Physciaceae, Caliciales, Lecanoromycetidae, Lecanoromycetes, Pezizomycotina, Ascomycota, Fungi.
Polska nazwa według W. Fałtynowicza.

## Gatunki występujące w Polsce
- Physconia detersa (Nyl.) Poelt 1965[3]  – soreniec południowy
- Physconia distorta (With.) J.R. Laundon 1984 – soreniec opylony
- Physconia enteroxantha (Nyl.) Poelt 1966 – soreniec żółtawy
- Physconia grisea (Lam.) Poelt 1965 – soreniec popielaty
- Physconia muscigena (Ach.) Poelt 1965 – soreniec mchowy
- Physconia perisidiosa (Erichsen) Moberg 1977 – soreniec dachówkowaty

Nazwy naukowe na podstawie Index Fungorum. Nazwy polskie według W. Fałtynowicza.